# Kyō kara Ore wa Loli no Himo!
Kyō kara Ore wa Loli no Himo! (今日から俺はロリのヒモ！ Kyō Kara Ore wa Rori no Himo!?, lit. ¡Estoy viviendo de una loli desde hoy!) es una novela ligera japonesa escrita Yuki Akatsuki e ilustrada por Henriida. Media Factory ha publicado hasta el momento 6 volúmenes bajo su sello MF Bunko J desde el 25 de agosto de 2016. Una adaptación a manga ilustrado por Heriinda, quien también está a cargo de la ilustración de las novelas ligeras, se serializo desde la revista n.º 5 de "Young Champion Retsu" de la editorial Akita Shoten el 17 de abril de 2018 a la n.º 1 en 2021, y después se transfirió al sitio de cómics web "Dokodemo Young Champion", donde se publicó desde la edición de febrero de 2021 hasta la edición de marzo de 2022.

## Personajes
Las voces están a cargo del CD drama.
Haru Tendō (天堂ハル Tendō Haru?)
Seiyū: Yusuke Kobayashi
Nijo Fujihana (二条藤花 Fujihana Nijo?)
 Seiyū: Kana Yūki
Chizuru Tanzawa (丹沢千鶴 Tanzawa Chizuru?)
 Seiyū: Ayane Sakura
Shana Komori (小森紗奈 Komori Shana?)
 Seiyū: Sayaka Senbongi
Maya Sonohara (園原麻耶 Sonohara Maya?)
 Seiyū: Nozomi Yamamoto
Yūri Nakano (中野夕莉 Nakano Yūri?)
 Seiyū: Aya Hisakawa

## Media

### Novela ligera
Kyō kara Ore wa Loli no Himo! es escrito por Yuki Akatsuki e ilustrado por Henriida. Media Factory ha publicado 6 volúmenes hasta el momento bajo su sello MF Bunko J desde el 25 de agosto de 2016.
| Volúmenes de novelas ligeras publicadas | Volúmenes de novelas ligeras publicadas | Volúmenes de novelas ligeras publicadas |
| Número                                  | Fecha de publicación                    | ISBN                                    |
| --------------------------------------- | --------------------------------------- | --------------------------------------- |
| 1                                       | 25 de agosto de 2016                    | ISBN 978-4-04-068635-6                  |
| 2                                       | 23 de diciembre de 2016                 | ISBN 978-4-04-068773-5                  |
| 3                                       | 23 de marzo de 2017                     | ISBN 978-4-04-069150-3                  |
| 4                                       | 25 de julio de 2017                     | ISBN 978-4-04-069353-8                  |
| 5                                       | 25 de diciembre de 2017                 | ISBN 978-4-04-069679-9                  |
| 6                                       | 25 de enero de 2019                     | ISBN 978-4-04-065388-4                  |

### Manga
Una adaptación a manga ilustrada por Henreader, quien también ilustraca las novelas ligeras, comenzó su serialización desde la revista n.º 5 de "Young Champion Retsu" de Akita Shoten el 17 de abril de 2018 a la n.º 1 en 2021, y después se transfirió al sitio de cómics web "Dokodemo Young Champion" y su serialización inició en la edición de febrero de 2021 y terminó la edición de marzo de 2022.
| Volúmenes de manga publicados | Volúmenes de manga publicados | Volúmenes de manga publicados |
| Número                        | Fecha de publicación          | ISBN                          |
| ----------------------------- | ----------------------------- | ----------------------------- |
| 1                             | 25 de enero de 2019           | ISBN 978-4-253-25801-2        |
| 2                             | 20 de julio de 2019           | ISBN 978-4-253-25802-9        |
| 3                             | 19 de marzo de 2020           | ISBN 978-4-253-25803-6        |
| 4                             | 20 de noviembre de 2020       | ISBN 978-4-253-25804-3        |
| 5                             | 19 de agosto de 2021          | ISBN 978-4-253-25805-0        |
| 6                             | 19 de mayo de 2022            | ISBN 978-4-253-25806-7        |